# Peter Archer, Baron Archer of Sandwell
Peter Kingsley Archer, Baron Archer of Sandwell, PC (* 20. November 1926 in Wednesbury, Verwaltungsbezirk Sandwell, England; † 14. Juni 2012) war ein britischer Jurist, Politiker und Life Peer. Als Mitglied der Labour Party war er mehrjähriger Abgeordneter im Unterhaus.

## Leben
Archer wurde am 20. November 1926 als Sohn des Arbeiters sowie Tory Cyril Archer und May Archer in Wednesbury geboren. Peter Archer verließ im Alter von 16 Jahren die Schule, um beim Gesundheitsministerium als Schriftführer tätig zu werden. 1944 wurde er im Zuge des Bevin-Boys-Programms (Rekrutierung von zivilen Dienstpflichtigen für den Kohlenbergbau) eingezogen. Vier Jahre später absolvierte er Studienabschlüsse in Philosophie und Rechtswissenschaften an der LSE und der University College London.
1952 wurde er von der Anwaltskammer Gray’s Inn zugelassen und begann seine Tätigkeit als Anwalt im folgenden Jahr. Er veröffentlichte 1956 das Buch The Queen’s Courts und später noch weitere Büchter im gleichen Themenbereich.
Archer trat 1947 der Labour Party bei und kandidierte bei der Unterhauswahl 1959 für den Wahlkreis Hendon South. Eine weitere Kandidatur erfolgte 1964 im Wahlkreis Brierley Hill, wobei er den Konservativen unterlag.
Er wurde 1971 Kronanwalt und war von 1971 bis 1974 Vorsitzender (Chair) der Society of Labour Lawyers, sowie erneut von 1980 bis 1993. Ab 1993 war er dort Kopräsident (Joint President).
Vom 7. März 1974 bis zum 4. Mai 1979 war er Solicitor General für England und Wales und damit einer der Law Officers of the Crown Stellvertreter des Attorney General, die damit üblicherweise vergebene Ritterwürde lehnte er ab. 1974 wurde er auch beigeordneter Richter (Bencher) und 1977 Mitglied des Privy Council. Von 1982 bis 1998 war er Recorder of the Crown Court.

### Mitgliedschaft im House of Commons
Archer war Abgeordneter des Unterhauses; zunächst von 1966 bis 1974 für den Wahlkreis Rowley Regis and Tipton und von 1974 bis 1992 für den neu gebildeten Wahlkreis Warley West.
Während seiner Parlamentsangehörigkeit war er von seiner Fraktion als Sprecher für verschiedene Funktionen (z.B: 1981/1982 für Rechtliche Angelegenheiten, Nordirland 1983–1987) benannt worden und gehörte von 1981 bis 1987 dem Schattenkabinett der Opposition an. Als Hinterbänkler war er Mitglied in einer von Merlyn Rees gegründeten Gruppe, die Maßnahmen gegen 250 mutmaßliche NS-Kriegsverbrecher forderte, die zu dieser Zeit in Großbritannien lebten.
Harold Wilson schickte ihn als Repräsentanten Großbritanniens in das Third Committee für Menschenrechte. Von 1967 bis 1970 diente er als Private Secretary (PPS) Attorney General Sir Elwyn Jones. Von 1970 bis 1974 war er stellvertretender Vorsitzender (Vice-Chairman) der Anti-Slavery Society.
Er war Vorsitzender der britischen Parlamentsgruppe All-Party Group for World Government von 1970 bis 1974 und Präsident des One World Trust, der sich für weltweite Abrüstung einsetzt, sowie der Fabian Society, wo er 1956 eintrat.

### Mitgliedschaft im House of Lords
Am 9. Juli 1992 wurde er als Baron Archer of Sandwell, of Sandwell in the County of West Midlands zum Life Peer ernannt. Seine Antrittsrede hielt er am 22. Oktober 1992.
Als Themen von politischem Interesse nannte er auf der Webseite des Oberhauses Menschenrechte, Gesetzesreform, Nordirland, Weltregierung, Naturschutz, die dritte Welt und Entwaffnung.
Im Oberhaus war er von 1992 bis 1997 Sprecher der Opposition für Auswärtige Angelegenheiten. Von 1997 bis 2000 war er Mitglied des Delegated Powers and Regulation Select Committee. Von 1998 bis 1999 gehörte er dem Joint Committee on Parliamentary Privilege an. Von 1998 bis 2006 war er Mitglied des Intelligence and Security Committee und von 2002 bis 2005 beim Joint Committee on House of Lords Reform. 1999 wurde er Vorsitzender (Chairman) des Pre-Legislative Committee on Freedom of Information Bill House of Lords. 1998 schlug er eine erfolgreich umgesetzte Ergänzung zum Crime and Disorder Bill vor, die die Todesstrafe für Landesverrat und Piraterie, bei der Menschen zu Schaden kamen, abschaffte.
Er lehnte einzelne Maßnahmen der Regierung von Tony Blair im Bereich Immigration und Asyl ab, ebenso den Einmarsch in den Irak.
Lord Archer war Vorsitzender des Enemy Property Claims Assessment Ausschusses, der im Dezember 2007 mit mehr als 21 Millionen Pfund das zehnfache seines Budgets an Personen ausgezahlt hat, die von der britischen Regierung während des Zweiten Weltkrieges eingefrorene Guthaben zurückforderten. 400 Verfahren wurden abgewickelt, was auf eine durchschnittliche Auszahlung von etwa £50,000 hindeutet.
Mit einigen Kollegen gründete er die Labour First-Gruppe, die jedoch nur kurzzeitig bestand. Das Bestreben der Gruppe war, die Differenzen innerhalb der Partei zu schlichten und die Unterhauswahlen 1997 zu gewinnen.
Im Alter von über 80 Jahren wurde er Vorsitzender (Chairman) der Inquiry into Contaminated Blood und übte dieses Amt von 2007 bis 2008 aus. In einer seiner letzten Reden 2011, kurz bevor er einen Schlaganfall erlitt, wurde er überparteilich gewürdigt.
Am 28. März 2011 meldete er sich zuletzt zu Wort. An einer Abstimmung nahm er zuletzt am 4. Mai 2011 teil. Seine Anwesenheit schwankte im Zeitraum ab 2001 im mittleren Bereich, ab 2010 ließ seine Anwesenheit nach. 2011 nahm er nur noch an vereinzelten Sitzungen teil.

## Weitere Ämter
Von 1971 bis 1974 war Archer Vorsitzender (Chairman) des britischen Verbandes von Amnesty International. Von 1989 bis 1992 war er Ombudsman der Mirror Group Newspapers und von 1992 bis 1999 Vorsitzender (Chairman) des Council on Tribunals. Weiters war er Präsident von Uniting for Peace und von Methodist Homes for the Aged (ab 1993) sowie von World Disarmament Campaign (ab 1994).
Archer war Mitglied der Privy Council Inquiry into Intercept Evidence, der Advisory Group of Privy Counsellors und des Treuhandrates (Trustee) von Full Fact.

## Familie
Er heiratete 1954 Margaret Smith. Sie hatten einen Sohn, der 1962 geboren wurde, sowie einen Enkel.

## Auszeichnungen
Archer wurde 1978 Fellow des University College London und die University of Wolverhampton ehrte ihn mit der Ehrendoktorwürde eines Doctor of Law.

## Veröffentlichungen
- The Queen’s Courts, Penguin Books, 1956, ISBN unbekannt
- Social Welfare and the Citizen, Penguin Books, 1957, ISBN unbekannt (Herausgeber)
- Communism and the Law, The Bodley Head Ltd, 1963, ISBN 978-0370002910
- Freedom at Stake, The Bodley Head Ltd, 1966, ISBN 978-0370003672 (mit Hugh Mackay, 14. Lord Reay)
- Human Rights, Fabian Society, 1969, ISBN 978-0716312741
- Purpose in Socialism, Verlag unbekannt, 1973, ISBN unbekannt
- The Role of the Law Officers, Fabian Society, 1978, ISBN 978-0716313397
- More Law Reform Now, B.Rose, 1983 (Herausgeber mit Andrew Martin)
- From Chaos to Cosmos, Verlag unbekannt, 2006, ISBN unbekannt